# Arkadiusz Milik
Arkadiusz Krystian Milik (født 28. februar 1994 i Tychy, Polen) er en polsk fodboldspiller, der spiller som angriber for den italienske Serie A-klub Juventus (udlejet fra Marseille).